# Tylö

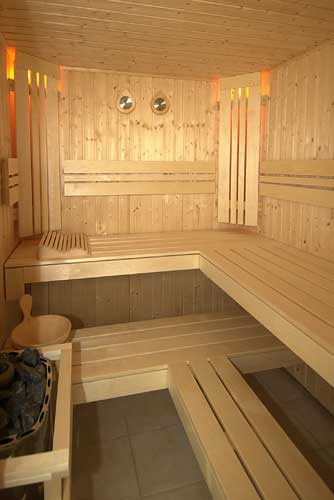
Bastu med aggregat.

Tylö är ett svenskt varumärke för bastuaggregat. Tylö AB ingår idag i Sauna 360 och har som försäljningsbolag sitt säte i Halmstad. Varumärket Tylö finns över stora delar av världen. 
Tylö (efter Tylön) går tillbaka till AB El-spiraler i Halmstad och elektrikern Sven-Olof Jansons bastuaggregat – Tylö-aggregatet. Janson hade utvecklat aggregatet för den egna bastun 1949. När grannen blev intresserad tog produktion vid i en liten verkstad inrymd i en vedbod på Snöstorpsvägen i Halmstad. Fabriken i Halmstad invigdes 1959.
Bengt Sjöholm var VD mellan 2004 och 2009. När Sven-Olof Janson drog sig tillbaka valde ägarfamiljen Janson att se sig om efter en ny ägare till bolaget. Tylö köptes 2008 av Helo Group Oy. varpå det nya bolaget TylöHelo Group bildades. Det ägs av riskkapitalbolaget AAC Capital. En omorganisationen skedde där Tylö idag är ett försäljningsbolag medan tillverkningsdelen i Halmstad är en produktionsenhet inom Sauna 360. Huvudsaklig tillverkning: elektriska bastuaggregat, monteringsfärdiga basturum, ånggeneratorer, monteringsfärdliga ångbadrum, multiduschar och duschplatser. 
Tylö har dotterbolag i Finland, Kastor OY, samt även i Norge, Tylö A/S. 